# 地域自治区の一覧
地域自治区の一覧（ちいきじちくのいちらん）では日本における地域自治区の一覧を示す。

## 現行の地域自治区
- 正式名称は各市町村の例規集や合併協議会の規約等による。
- 特例による地域自治区の区域内では、住所の表記において、地域自治区の名称を冠する。設置期間終了後、引き続き、旧市町村の区域を単位として地方自治法による地域自治区へ移行する場合も同様となる（新・合併特例法25条）。
- 括弧内は地域自治区の種別及び設置期間。
- 2021年4月1日現在の地域自治区は以下の通り。読売新聞によると、2022年4月時点での地域自治区設置市町村は26市町である[1]。本項目では19市町しか記載されていないため、全自治区が網羅されていない可能性が高いことに留意されたい。

### 北海道
- 石狩市（特例、2005年10月1日 - 2026年3月31日[2]）
  - 厚田区、浜益区
- 伊達市（特例、2006年3月1日 - 2026年2月29日）
  - 大滝区
- むかわ町（一般、2006年3月27日 - 無期限）
  - 鵡川地域自治区、穂別地域自治区
- せたな町
  - 瀬棚区、北檜山区、大成区（一般、2010年4月1日 - 無期限、合併特例区より移行）

### 岩手県
- 宮古市
  - 宮古地域自治区、田老地域自治区、新里地域自治区（一般、2005年9月1日 - 2025年3月31日[3]）
  - 川井地域自治区（一般、2010年1月1日 -  2025年3月31日[3]）
- 花巻市（一般、2006年1月1日 - 無期限[4]）
  - 石鳥谷地域自治区、大迫地域自治区、東和地域自治区

### 秋田県
- 大仙市（一般、2005年3月22日 - 無期限）
  - 大曲地域自治区、神岡地域自治区、西仙北地域自治区、中仙地域自治区、協和地域自治区、南外地域自治区、仙北地域自治区、太田地域自治区

### 福島県
- 南相馬市（特例、2006年1月1日 - 無期限）
  - 原町区、小高区、鹿島区
- 南会津町（一般、2006年3月20日 - 無期限）
  - 田島地域自治区、舘岩地域自治区、伊南地域自治区、南郷地域自治区

### 新潟県
- 上越市
  - 安塚区、浦川原区、大島区、牧区、柿崎区、大潟区、頸城区、吉川区、中郷区、板倉区、清里区、三和区、名立区（一般、2005年1月1日 - 無期限）
  - 高田区、新道区、金谷区、春日区、諏訪区、津有区、三郷区、和田区、高士区、直江津区、有田区、八千浦区、保倉区、北諏訪区、谷浜・桑取区
（一般、2009年10月1日 - 無期限）

### 長野県
- 飯田市
  - 上村地域自治区、南信濃地域自治区（一般、2005年10月1日 - 無期限）
  - 橋北地域自治区、橋南地域自治区、羽場地域自治区、丸山地域自治区、東野地域自治区、座光寺地域自治区、松尾地域自治区、下久堅地域自治区、上久堅地域自治区、千代地域自治区、龍江地域自治区、竜丘地域自治区、川路地域自治区、三穂地域自治区、山本地域自治区、伊賀良地域自治区、鼎地域自治区、上郷地域自治区（一般、2007年4月1日 - 無期限）
- 伊那市
  - 高遠町地域自治区、長谷地域自治区（一般、2006年3月31日 - 無期限）
  - 伊那地域自治区、富県地域自治区、美篶地域自治区、手良地域自治区、春近地域自治区、西箕輪地域自治区、西春近地域自治区（一般、2006年10月1日 - 無期限）

### 岐阜県
- 恵那市
  - 岩村地域自治区、山岡地域自治区、明智地域自治区、串原地域自治区、上矢作地域自治区（一般、2005年1月25日 - 2019年4月1日から同市条例による独自の地域自治区に移行[5]）
  - 大井地域自治区、長島地域自治区、東野地域自治区、三郷地域自治区、武並地域自治区、笠置地域自治区、中野方地域自治区、飯地地域自治区
（一般、2007年4月1日 - 2019年4月1日から同市条例による独自の地域自治区に移行[5]）

### 愛知県
- 豊田市
  - 藤岡地域自治区、小原地域自治区、足助地域自治区、下山地域自治区、旭地域自治区、稲武地域自治区（一般、2005年10月1日 - 無期限）
  - 上郷地域自治区、挙母地域自治区、猿投地域自治区、高岡地域自治区、高橋地域自治区、松平地域自治区（一般、2006年4月1日 - 無期限）
- 新城市
  - 新城地域自治区、千郷地域自治区、東郷地域自治区、舟着地域自治区、八名地域自治区、鳳来中部地域自治区、鳳来南部地域自治区、鳳来北西部地域自治区、鳳来東部地域自治区、作手地域自治区（一般、2013年4月1日 - 無期限）

### 兵庫県
- 香美町（特例、2005年4月1日 - 無期限[6]）
  - 香住区、村岡区、小代区
- 多可町（特例、2005年11月1日 - 無期限）
  - 中区、加美区、八千代区

### 島根県
- 出雲市
  - 出雲地域自治区、平田地域自治区、佐田地域自治区、多伎地域自治区、湖陵地域自治区、大社地域自治区 （一般、2005年3月22日 - 無期限）
  - 斐川地域自治区（一般、2011年10月1日 - 無期限）

### 宮崎県
- 宮崎市
  - 中央東地域自治区、中央西地域自治区、小戸地域自治区、大宮地域自治区、大淀地域自治区、大塚地域自治区、檍地域自治区、小松台地域自治区、赤江地域自治区、木花地域自治区、青島地域自治区、住吉地域自治区、生目地域自治区、北地域自治区（一般、2006年1月1日 - 無期限）
  - 東大宮地域自治区（一般、2009年6月1日 - 無期限）
  - 大塚台地域自治区・生目台地域自治区（一般、2010年6月 - 無期限）
  - 佐土原地域自治区、高岡地域自治区、田野地域自治区（一般、2011年1月1日 - 無期限、合併特例区より移行）
  - 清武地域自治区（一般、2015年3月23日 - 無期限、合併特例区より移行）
  - 本郷地域自治区（一般、2016年1月1日 - 無期限）

### 鹿児島県
- 奄美市（特例、2006年3月20日 - 2026年3月31日[7]）
  - 名瀬、住用町、笠利町

## 過去に存在した地域自治区
- 北海道枝幸町（特例、2006年3月20日 - 2016年3月19日）
  - 歌登
- 北海道新ひだか町（特例、2006年3月31日 - 2016年3月30日）
  - 三石

- 青森県青森市（特例、2005年4月1日 - 2021年3月31日）
  - 浪岡
- 岩手県一関市（特例、2005年9月20日 - 2008年3月31日）
  - 花泉町、大東町、千厩町、東山町、室根町、川崎町
- 岩手県盛岡市（特例、2006年1月10日 - 2016年3月31日）
  - 玉山区
- 岩手県奥州市（特例、2006年2月20日 - 2018年3月31日）
  - 水沢区、江刺区、前沢区、胆沢区、衣川区

- 秋田県横手市
  - 横手区（一般、2005年10月1日 - 2010年3月31日）
  - 平鹿町、雄物川町、大森町、山内、大雄、十文字町、増田町（特例、2005年10月1日 - 2010年3月31日）
- 秋田県由利本荘市（一般、2005年3月22日 - 2013年6月30日[8]）
  - 本荘地域自治区、矢島地域自治区、岩城地域自治区、由利地域自治区、大内地域自治区、東由利地域自治区、西目地域自治区、鳥海地域自治区

- 秋田県能代市（特例、2006年3月21日 - 2021年3月31日）
  - 二ツ井町
- 宮城県気仙沼市
  - 唐桑町（特例、2006年3月31日 - 2016年3月31日）
  - 本吉町（特例、2009年9月1日 - 2016年3月31日）

- 福島県白河市（特例、2005年11月7日 - 2016年3月31日）
  - 表郷、東、大信

- 栃木県栃木市
  - 大平町、藤岡町、都賀町（特例、2010年3月29日 - 2015年3月31日）
  - 西方町（特例、2011年10月1日 - 2015年3月31日）
  - 岩舟町（特例、2014年4月5日 - 2015年3月31日）

- 群馬県沼田市（特例、2005年2月13日 - 2010年3月31日）
  - 白沢町、利根町

- 千葉県香取市（一般、2006年3月27日 - 2011年3月31日）
  - 佐原区、小見川区、山田区、栗源区

- 神奈川県相模原市[10]
  - 津久井町、相模湖町（特例、2006年3月20日 - 2010年3月31日）
  - 藤野町、城山町（特例、2007年3月11日 - 2010年3月31日）

- 山梨県甲州市（一般、2005年11月1日 - 2008年3月31日）
  - 塩山地域自治区、勝沼地域自治区、大和地域自治区

- 長野県松本市
  - 安曇、奈川、梓川（特例、2005年4月1日 - 2015年3月31日）
  - 波田（特例、2010年3月31日 - 2015年3月31日）

- 石川県加賀市（特例、2005年10月1日 - 2015年9月30日）
  - 山中温泉

- 福井県坂井市（特例、2006年3月20日 - 2016年3月31日）
  - 丸岡町、春江町、坂井町、三国町

- 静岡県浜松市
  - 浜松、浜北（一般、2005年7月1日[11] - 2007年3月31日[12]）
  - 天竜、舞阪、雄踏、細江、引佐、三ケ日（→2006年3月3日付：三ヶ日[13]）、春野、佐久間、水窪、龍山（一般、2005年7月1日[11] - 2012年3月31日[14]）
  - 浜松西、浜松北（一般、2007年4月1日[12] - 2012年3月31日[14]）

- 岐阜県大垣市（特例、2006年3月27日 - 2011年3月31日）
  - 墨俣町、上石津町
- 岐阜県岐阜市（特例、2006年1月1日 - 2016年3月31日）
  - 柳津町

- 三重県紀北町（特例、2005年10月11日 - 2016年3月31日）
  - 紀伊長島区、海山区

- 滋賀県近江八幡市（特例、2010年3月21日 - 2020年3月31日）
  - 安土町地域自治区

- 奈良県宇陀市（特例、2006年1月1日 - 2010年12月31日）
  - 大宇陀区、菟田野区、榛原区、室生区

- 島根県吉賀町（特例、2005年10月1日 - 2021年3月31日）
  - 柿木村

- 長崎県平戸市（特例、2005年10月1日 - 2021年3月31日）
  - 田平町、生月町、大島村
- 熊本県玉名市（一般、2005年10月3日 - 不明）
  - 玉名自治区、岱明自治区、横島自治区、天水自治区

- 宮崎県美郷町（特例、2006年1月1日 - 2009年12月31日。一般、2010年1月1日 - 2014年3月31日[15]）
  - 北郷区、西郷区、南郷区
- 宮崎県都城市（特例、2006年1月1日 - 2011年12月31日）
  - 高崎町、高城町、山田町、山之口町
- 宮崎県日向市（特例、2006年2月25日 - 2012年2月24日）
  - 東郷町
- 宮崎県延岡市
  - 北浦町、北方町（特例、2006年2月20日 - 2016年3月31日）
  - 北川町（特例、2007年3月31日 - 2016年3月31日）
- 宮崎県小林市
  - 須木（特例、2006年3月20日 - 2016年3月19日）
  - 野尻町（特例、2010年3月23日 - 2016年3月31日）
- 宮崎県日南市（特例、2009年3月30日 - 2019年3月29日）
  - 北郷町、南郷町
- 宮崎県宮崎市
  - 大塚台・生目台地域自治区（一般、2009年6月1日 - 2010年6月）

- 鹿児島県鹿屋市（特例、2006年1月1日 - 2009年12月31日）
  - 吾平町、輝北町、串良町

## 設置が予定されていた地域自治区
- 北海道江別市（特例、設置日は未定、合併不成立）
  - 新篠津村の区域に合併後10年間設置する。
- 北海道名寄市（一般、2008年度以降の設置を検討）
  - 旧・名寄市域に7箇所
  - 2006年3月27日に名寄市と合併した風連町は2011年3月26日まで合併特例区
- 静岡県（新）下田市（特例、2010年3月20日 - 2020年3月19日、合併不成立）
  - 下田市、河津町、南伊豆町、松崎町の区域に設置（名称未定）